# Cartoonito Spanyolország
A Cartoonito Spanyolország (spanyolul: Cartoonito España) a Cartoonito gyerekcsatorna spanyol adásváltozata. 2011. szeptember 1-jén indult a Boomerang Spanyolország helyén. Rendelkezik egy időcsúsztatott csatornával, amely egy óra eltolódással sugároz. Ennek neve Cartoonito +1. Az adó a 3–7 éves gyerekeknek sugároz gyermekműsorokat.
A Turner bejelentette, hogy a spanyol Cartoon Network és Cartoonito 2013. június 30-án sugároz utoljára.

## Műsorok
| No. | Spanyol cím                            | Magyar cím                                       | Eredeti cím                         | Eredeti csatorna                       |
| --- | -------------------------------------- | ------------------------------------------------ | ----------------------------------- | -------------------------------------- |
| 1.  | Tus amiguitos del jardín               | Magyarországon nem került adásba                 | The Backyardigans                   | Nickelodeon, Nick Jr., Treehouse TV    |
| 2.  | Bananas en pijamas                     | Pizsamás banánok                                 | Bananas in Pyjamas                  | Australian Broadcasting Corporation    |
| 3.  | Jelly Jamm                             | Jelly Jamm                                       | Jelly Jamm                          | Cartoonito                             |
| 4.  | Baby Looney Toons                      | Bébi bolondos dallamok                           | Baby Looney Toons                   | Kids' WB, Cartoon Network              |
| 5.  | Bucea Olly                             | Magyarországon nem került adásba                 | Bucea Olly                          |                                        |
| 6.  | Ja Ja Peludos                          | Kac-Kac Kócok                                    | Ha Ha Hairies                       | Cartoonito                             |
| 7.  | Las aventuras de Toot & Puddle         | Magyarországon nem került adásba                 | Toot & Puddle                       | Treehouse TV, Noggin                   |
| 8.  | Lazy Town                              | Lazy Town                                        | Lazy Town                           | RÚV, Cartoonito                        |
| 9.  | Escuela de bomberos                    | Tűzoltó mesék                                    | Firehouse Tales                     | Cartoonito                             |
| 10. | Las aventuras de Chuck y sus amigos    | Chuck, a dömper kalandjai                        | The Adventures of Chuck and Friends | Hub Network, The CW                    |
| 11. | My Little Pony: La magia de la amistad | Én kicsi pónim: Varázslatos barátság             | My Little Pony: Friendship Is Magic | The Hub, Hub Network, Discovery Family |
| 12. | SamSam                                 | Magyarországon nem került adásba                 | SamSam                              | France 5                               |
| 13. | Pound Puppies                          | Pound Puppies: Kutyakölyköt minden kiskölyöknek! | Pound Puppies                       | The Hub                                |
| 14. | Los hermanos Koala                     | Koala testvérek                                  | Koala Brothers                      | CBeebies                               |
| 15. | Tarta de Fresa                         | Eperke és barátai                                |                                     |                                        |